# Anton C. Zijderveld

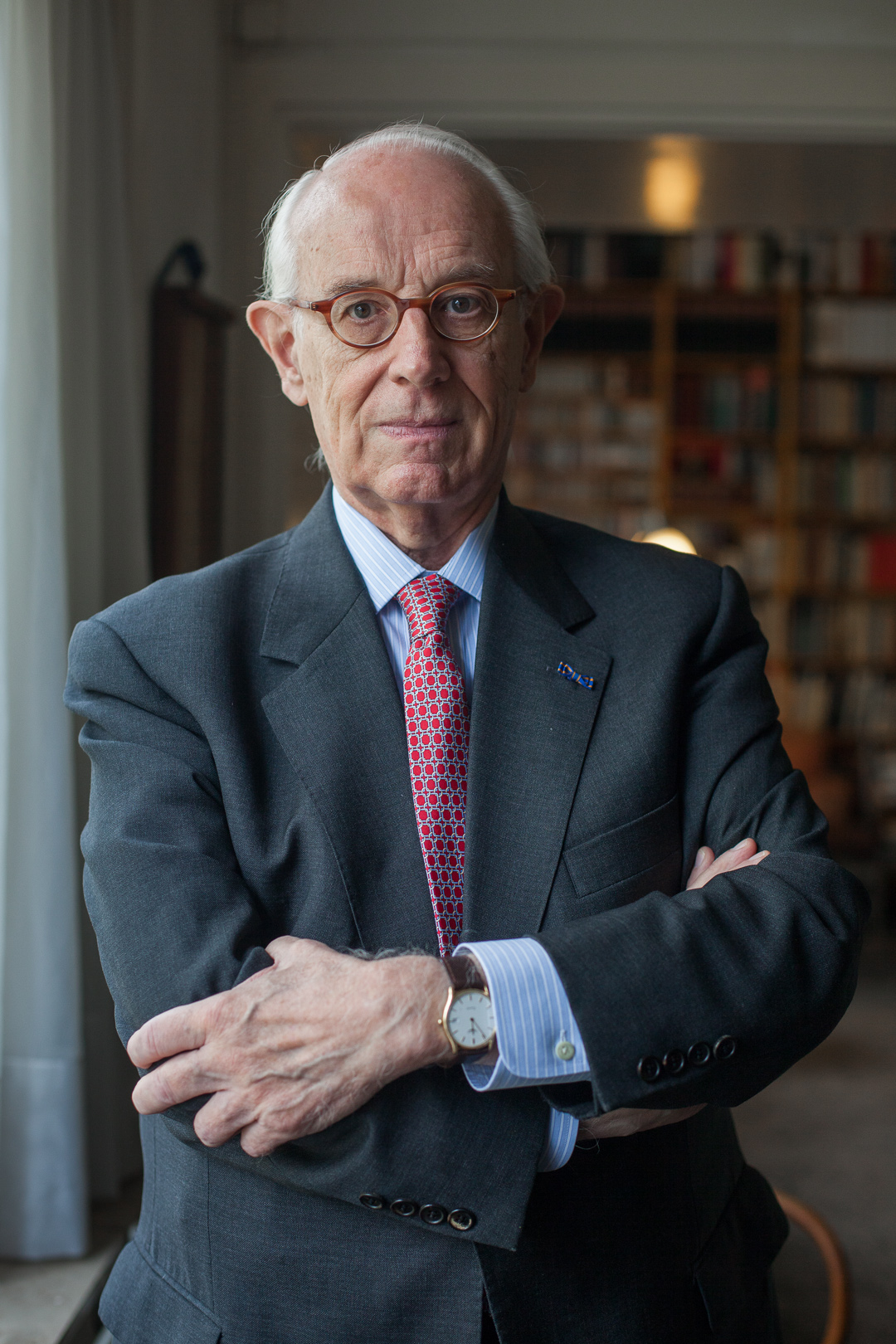
Anton C. Zijderveld

Anton C. Zijderveld (* 21. November 1937 in Malang, Indonesien; † 6. Juli 2022) war ein niederländischer Soziologe.
Zijderveld studierte Theologie an der Universität Utrecht und Soziologie in Utrecht und in den USA, wo er Assistent von Peter L. Berger war. Er wurde 1966 an der Universität Leiden promoviert, war anschließend Assistenzprofessor in New York, außerplanmäßiger Professor in Montreal und schließlich ordentlicher Professor an der Universität Tilburg. Von 1985 bis zu seiner Emeritierung 2002 lehrte er als Professor für Kultursoziologie an der Erasmus-Universität Rotterdam.
Besondere Bekanntheit erlangte Zijderveld mit seiner Soziologie des Humors. 

## Schriften (Auswahl)
In englischer Sprache
- The Abstract Society ~ A Cultural Analysis Of Our Time. 1970.
- The sociology of humour and laughter. 1983.
- The Waning of the Welfare State. 1999.
- A Theory of Urbanity: The Economic and Civic Culture of Cities. 1997.
- The Institutional Imperative: The Value of Institutions in Contemporary Society. 2000.
- Rickert's Relevance: The Ontological Nature and Epistemological Functions of Values. 2006.

Übersetzungen ins Deutsche
- Die abstrakte Gesellschaft. Zur Soziologie von Anpassung und Protest. S. Fischer, Frankfurt am Main 1972 (Originaltitel: The abstract society, übersetzt von Eberhard Bubser), ISBN 3-10-896201-9.
- Humor und Gesellschaft. Eine Soziologie des Humors und des Lachens. 1. Auflage. Styria, Graz, Wien, Köln 1976 (Originaltitel: Sociologie van de zotheid), ISBN 3-222-10917-6 (Aus dem Niederländischen übersetzt von Diethard Zils).
- Peter L. Berger und Anton Zijderveld: Lob des Zweifels. Was ein überzeugender Glaube braucht, Kreuz, Freiburg im Breisgau 2010 (Originaltitel: In praise of doubt), ISBN 978-3-7831-3461-2 (Aus dem Amerikanischen von Bernardin Schellenberger).